# 贾掌镇
贾掌镇，是中华人民共和国山西省长治市上党区下辖的一个乡镇级行政单位。2021年4月1日，撤销贾掌镇，整建制并入苏店镇。

## 行政区划
贾掌镇下辖以下地区：
。

## 中国传统村落
西岭村获评“中国传统村落”。